# Черняхівська волость (Пирятинський повіт)
Черняхівська волость — адміністративно-територіальна одиниця Пирятинського повіту Полтавської губернії з центром у селі Черняхівка.
Станом на 1885 рік — складалася з 8 поселень, 8 сільських громад. Населення 5878 осіб (2933 чоловічої статі та 2945 — жіночої), 997 дворових господарств.
|                     | Площа, десятин | У тому числі орної, десятин |
| ------------------- | -------------- | --------------------------- |
| Сільських громад    | 6668           | 5818                        |
| Приватної власності | 3122           | 2828                        |
| Іншої власності     | 81             | 76                          |
| Загалом             | 9871           | 8722                        |

Основні поселення волості станом на 1885:
- Черняхівка — колишнє власницьке село при річці Чумгак за 45 верст від повітового міста, 2192 особи, 393 двори, православна церква, школа, 12 вітряних млинів.
- Богданівка — колишнє державне село при річці Чумгак, 1107 осіб, 188 дворів, православна церква, 14 вітряних млинів.
- Коптевичівка  — колишній власницький хутір при річці Чумгак, 756 осіб, 128 дворів, 36 вітряних млинів.
- Ничипорівка — колишнє державне та власницьке село при річці Супій, 1515 особи, 271 двір, православна церква, постоялий будинок, 38 вітряних млинів.